# Victor Taunay
Marie Dieudonné Victor Auguste Taunay, né le 21 juillet 1852 à Paris et mort le 12 août 1926 dans le 7e arrondissement de Paris, est un journaliste français, qui a animé la vie associative de son milieu et contribué à la définition d'un statut de journaliste professionnel en France.

## Biographie
Victor Taunay a été journaliste à La Gazette de France et à La Vérité. Décrit comme l'« apôtre des associations de presse », Victor Taunay a été élu secrétaire général du Congrès des Associations de Presse, après avoir été vice-président et délégué de l'Association de la presse judiciaire mais aussi de l'Association de la presse municipale parisienne. L'Association des journalistes parisiens fut en particulier la première à essayer d'imposer des règles de bonne conduite au sein de la profession.
Avec Albert Bataille, (1856-1899) journaliste au Figaro, qui fut juste avant lui le premier président de l'Association de la presse judiciaire, fondée en 1887, Victor Taunay fut parmi les instigateurs de la première organisation internationale de journalistes, le Bureau central des associations de presse. Un premier congrès a lieu en 1895. Dès l'année suivante, à Anvers, fut créé un bureau permanent présidé par l'Autrichien Wilhelm Singer (qui dirigeait le Neues Wiener Tagblatt), assisté de Victor Taunay, alors journaliste à La Vérité. Appelé Bureau central des associations de presse, cette nouvelle structure est l'organisatrice officielle du troisième congrès international de la presse, qui a lieu à Budapest en 1896. En 1901, Victor Taunay est élu secrétaire de ce Bureau central des associations de presse Albert Bataille et Victor Taunay vont lutter ensemble pour que la mise en place d'une indemnité spécifique de licenciement pour les journalistes soit le résultat de consultations internationales de la profession.
En 1910, le bureau se réunit à Trieste pour un congrès important, où il doit statuer sur des règles internationales applicables en cas de licenciement. Victor Taunay et Wilhelm Singer sont toujours ses fidèles animateurs. Plusieurs journalistes français d'importance sont présents, entre autres Adrien Hébrard, lui aussi membre du bureau. L'indemnité de congédiement est à l'ordre du jour. Les employeurs "largement et brillamment représentés". À l'unanimité, le congrès vote le "mois par année" pour toutes les catégories de rédacteurs, une indemnité de congédiement qui sera retenue par la Loi Brachard. Le vote du congrès décide qu'elle doit être accompagnée par un montant plancher, fixé de la manière suivante : six mois d'appointements pour les rédacteurs ordinaires, neuf mois pour les secrétaires de rédaction et les chefs de service, douze mois pour les rédacteurs en chef.
Pour prouver que le "mois par année" d'indemnité en cas de licenciement s'inscrit dans une longue tradition, le député rapporteur de la citera en exemple ce congrès mais aussi l'arbitrage rendu bien plus tôt, le 3 janvier 1896, par Alfred Mézières, président de l'Association des journalistes parisiens, dans une affaire qui oppose le journaliste Maurice de La Fargue au journal La Presse.
De 1913 à 1915, Victor Taunay succéda au fondateur et président du Syndicat des journalistes français, Victor de Marolles, mais il dut démissionner pour raison de santé. Une généreuse lectrice lui laissa son héritage pour le remercier de ses articles.
Il était par ailleurs capitaine de réserve de l'arme du génie de l'armée française.